# Setting Sun
Singles de The Chemical Brothers
Life Is Sweet
(1995) Where Do I Begin
(1996)
Pistes de Dig Your Own Hole
Piku It Doesn't Matter
Setting Sun est une chanson du groupe d'electro anglais The Chemical Brothers écrite par le guitariste-compositeur du groupe de rock britannique Oasis Noel Gallagher. Sortie en tant que single en 1996, elle est tirée de leur second album studio, Dig Your Own Hole sorti en 1997. Noel Gallagher chante sur la chanson, ce qui fait d'elle la seule chantée de l'album dont elle est issue. La chanson est arrivée à la 1re position des UK Singles Chart et à la 80e au Billboard Hot 100 américain, pays où le groupe était jusqu'alors totalement inconnu. La chanson est fortement influencée par Tomorrow Never Knows des The Beatles chanson parue exactement 30 ans auparavant. Contrairement à une rumeur tenace, elle n’en contient pas de sample.

## Liste des titres
- CD   CHEMSDE 4

1. Setting Sun – 5:22
2. Setting Sun (Radio Edit) – 4:00
3. Buzz Tracks – 4:11
4. Setting Sun (Instrumental) – 7:01

- Vinyle 12"  CHEMST 4

1. Setting Sun – 5:22
2. Buzz Tracks – 4:00
3. Setting Sun (Instrumental) – 7:00

- CD  VJCP-15018

1. Setting Sun – 5:22
2. Setting Sun (Radio Edit) – 4:00
3. Buzz Tracks – 4:11
4. Setting Sun (Instrumental)" – 7:00
5. Loops of Fury - 4:40
6. Chemical Beats (Dave Clarke Remix)